# Mystacina tuberculata
Il pipistrello dalla coda corta della Nuova Zelanda minore (Mystacina tuberculata  Gray, 1843) è un pipistrello della famiglia dei Mystacinidi endemico della Nuova Zelanda.

## Descrizione

### Dimensioni
Pipistrello di piccole dimensioni, con la lunghezza dell'avambraccio tra 40,8 e 43,4 mm, la lunghezza del piede tra 14,1 e 15,1 mm, la lunghezza delle orecchie tra 17,4 e 18,9 mm.

### Aspetto
La pelliccia è corta, vellutata ed estremamente densa. Le parti dorsali sono grigio chiare, marroni o nerastre, mentre le parti ventrali sono più chiare. Il muso è corto, appuntito e con le narici tubulari. Le orecchie sono lunghe, strette e ben separate tra loro. Il trago è lungo, stretto ed affusolato. Le membrane alari sono bruno-nerastre o nere. Sui fianchi sono presenti delle tasche cutanee dove le ali vengono riposte per muoversi più agilmente sul terreno. Gli arti inferiori sono corti e tozzi. L'estremità della coda fuoriesce dall'uropatagio sulla sua superficie dorsale.

## Biologia

### Comportamento
Si rifugia in piccoli gruppi nelle cavità degli alberi, in grotte ed anche edifici e capanne. Forma vivai fino a 20-30 femmine durante le stagioni riproduttive, mentre i maschi tendono ad essere solitari. Aspetto inusuale del suo comportamento è quello di scavare nel terreno alla ricerca di prede oppure in tronchi marci per costruire gallerie e tane. Talvolta occupa nidi al suolo di uccelli marini per cercare cibo. L'attività predatoria inizia una o due ore e mezza dopo il calare del buio e prosegue fino ad un'ora prima dell'alba. Il volo è effettuato fino a 2-3 metri dal suolo. Non entra in ibernazione nei periodi più freddi, durante i quali effettua la muta.

### Alimentazione
Si nutre di una grossa varietà di alimenti, inclusi frutta, nettare, polline, grasso e carne di berte grigie lasciati essiccare all'aria dai locali, pulcini ed anche adulti di uccelli come il parrocchetto frontegialla. È noto che si tratta di un importante impollinatore di Dactylanthus taylorii, l'unica pianta parassita della Nuova Zelanda.

### Riproduzione
Danno alla luce un piccolo alla volta da febbraio ad aprile.

## Distribuzione e habitat
Questa specie era un tempo diffusa su tutta la Nuova Zelanda, adesso ristretta all'Isola del Nord, a poche zone forestali dell'Isola del Sud ed alcune piccole isole vicine.
Vive nelle foreste mature temperate.

## Tassonomia
Sono state riconosciute 3 sottospecie:
- M.t.tuberculata: Tararua Range, nella parte meridionale dell'Isola del Nord, bacino di Oparara, Eglinton Valley e Punakaiki nella parte occidentale dell'Isola del Sud, isole di Big South Cape, Codfish e Solomon, lungo le coste occidentali dell'Isola Stewart;
- M.t.aupourica (Hill & Daniel, 1985): foresta di Waipoua Kauri, nella parte più settentrionale dell'Isola del Nord, isola di Little Barrier;
- M.t.rhyacobia (Hill & Daniel, 1985): foreste interne della parte centrale dell'Isola del Nord.

## Conservazione
La IUCN Red List, considerato l'areale limitato, la popolazione seriamente frammentata, il continuo declino nell'estensione e nella qualità del proprio habitat e nel numero limitato di individui maturi, classifica M.tuberculata come specie vulnerabile (VU).
La Società Zoologica di Londra, in base ad alcuni criteri evolutivi e demografici, la considera una delle 100 specie di mammiferi a maggior rischio di estinzione.